# Edizioni Cremonese
Edizioni Cremonese è stata una casa editrice italiana fondata a Napoli nel 1925 come Libreria Editrice Francesco Perrella, e trasferitasi prima a Roma e poi a Firenze.

## Storia
Viene fondata come Libreria editrice Francesco Perrella, società anonima per azioni, a Napoli nel 1925. Proponeva all'epoca testi in svariati ambiti, dalla filosofia di  Benedetto Croce alle edizioni scolastiche. In tempi moderni si specializzò nelle edizioni scientifiche, in particolare nella manualistica tecnica e nelle edizioni scolastiche. Nel 1949 si trasferì a Roma e di lì a pochi anni mutò ragione sociale in Casa Editrice Perrella S.p.A.
Nel 1951 cambiò di nuovo nome in Edizioni Cremonese S.p.A.
Continuò nella tradizione intrapresa anni prima di pubblicare opere tecniche e scientifiche, manuali scolastici e universitari. 
Nel 1982 avvenne il trasferimento a Firenze.
Nel 1995 cambiò ragione sociale in società a responsabilità limitata.

## Manuali
La casa editrice è nota per i manuali tecnici in aeronautica, elettrotecnica, elettronica, meccanica, del geometra e altri. Anche in ambito delle scienze pure come fisica e matematica.

## Collane editoriali
Pubblicò la collana scientifica il Poliedro dal 1965 al 1978.